# Додаток (Mozilla)
Додатки (англ. add-on) — це встановлювані модулі розширення функціональності прокетів Mozilla Foundation (а також сумісних похідних продуктів, як Портативний Firefox). Додатки дозволяють користувачеві додавати або розширювати можливості, використовувати різні теми до свого смаку, та оброблювати нові види вмісту.

## Типи додатків

### Розширення
Розширення (англ. extension) можуть бути використані для зміни поведінки наявних функцій або для додавання нових можливостей. Розширення особливо популярні у Firefox, оскільки розробники Mozilla створювали браузер, як досить мінімалістичну програму, що мало запобігти росту кількості помилок і запобігти громіздкості програми, зберігаючи при цьому високий степінь розширення, таким чином індивідуальні користувачі зможуть додати функції, яким вони віддають перевагу.

#### Розширення технологій
- CSS (Cascading Style Sheets)
- DOM (Document Object Model) — використовується для зміни XUL в реальному часі або зміни вже завантаженого HTML
- JavaScript — основна мова браузера Mozilla
- XPCOM (кросплатформова модель компонентних об'єктів)
- XPConnect
- XPI (кросплатформовий встановлювач)
- XUL (XML-мова інтерфейсу користувача) — використовується для визначення інтерфейсу користувача, та взаємодії з ним.

#### Використання

##### Додавання можливостей
Розширення, зазвичай, використовуються, щоб додати нові можливості до програми. Приклади можливостей, які можуть бути додані за допомогою розширень: читачі RSS, менеджери закладок, пенали, клієнтські програми для окремих вебсайтів, менеджери протоколу FTP, електронна пошта, жести мишки, перемикання проксі-серверів, засоби веброзробки тощо. Багато розширень Firefox виконують функції, які раніше були частиною Mozilla Suite, наприклад, ChatZilla, клієнт IRC та календар.

##### Зміна зовнішнього вигляду вебсторінок для користувача
Багато розширень можуть змінювати вміст вебсторінки при її відтворенні на екрані. Наприклад, розширення Adblock може запобігти завантаженню рекламних зображень. Інше популярне розширення Greasemonkey, дозволяє користувачеві встановити скрипти, які змінюють цільові підмножини сторінок на ходу, у спосіб, що є програмним розширенням таблиць каскадних стилів.

##### Інші використання
Розширення також існують для легковажних, гумористичних або сатиричних цілей. Деякі посилаються на історичні особливості браузера Firefox, наприклад, відновлюючи шаблон тексту «delicious delicacies», що був вилучений в Firefox 0.9, або генерування випадкових імен браузера, натякаючи на постійні зміни назв програми.

### Втулки
Втулок (англ. plugin) — це, як правило, платформозалежний модуль, що дозволяє браузеру оброблювати спеціальні типи вмісту на вебсторінках, наприклад, відео, аплети, документи PDF тощо. Втулки браузера часто встановлюються окремо від браузера, разом з пакунком головних програмних засобів, що призначені для роботи з цим типом медіа. Наприклад, втулок для Java аплетів встановлюється, здебільшого, разом з встановленням JRE або JDK, втулок перегляду документів PDF — разом з встановленням програми Acrobat Reader і т. д. Власне, і оновлення втулків, на відміну від розширень, здійснюється поза браузром. Найпоширенішими втулками є Acrobat Reader, Flash Player, Java, Quicktime, RealPlayer, Adobe Shockwave та Windows Media Player.

## Сумісність та оновлення
Додатки містять файли з метаданими, що використовуються механізмом, який контролює встановлення додатків. Серед іншого, ці файли визначають максимальні і мінімальні версії продукту Mozilla, з якими додатки можуть бути використані. Якщо спробувати встановити додаток на версію програми поза цього діапазону, його буде встановлено, але вимкнено. Додатки будуть часто працюють за межами їх визначеної сумісності, і деякі досвідчені користувачі редагують метадані файлу, щоб обійти це обмеження. Створено навіть розширення Nightly Tester Tools, яке спрощує цю процедуру.
Однак формальна перевірка сумісності не гарантує правильність функціонування додатку.
Менеджер додатків періодично перевіряє наявність оновлень для встановлених додатків, хоча також цю перевірку можна зробити вручну. Типово служба оновлень буде шукати оновлення в додатках Mozilla, але розробник може вказати альтернативні адреси оновлень.